# Олиари и другие против Италии
Олиари и другие против Италии (Oliari and Others v Italy) (жалобы № 18766/11 и 36030/11) — дело, рассмотренное в 2015 году Европейским судом по правам человека (ЕСПЧ), в котором Суд установил позитивное обязательство для государств-членов обеспечить юридическое признание гомосексуальных пар.

## Предыстория
ЕСПЧ ранее постановил в деле Шальк и Копф против Австрии (2010 г.), что Конвенция не обязывает государства-члены разрешать браки для однополых пар, но другие отношения не могут быть запрещены (см. Валлианатос и другие против Греции (2013)).
Однополые браки не являются законными в Италии, и на момент рассмотрения дела не обеспечивалось какого-либо другого признания как разнополых, так и однополых пар. Италия - последнее крупное западноевропейское государство, которое этого не сделало.
Заявителями были шесть итальянских мужчин (три однополые пары), которые подали свои иски в 2011 году после того, как итальянские суды отклонили их заявление о заключении брака.

## Решение
Суд постановил, что Италия нарушила статью 8 Европейской конвенции о правах человека («Право на уважение частной и семейной жизни») из-за отсутствия юридического признания однополых отношений.
При рассмотрении дела Суд также сослался на дело Обергефелл против Ходжеса, постановление Верховного суда США о легализации однополых браков, которое было опубликовано всего за несколько дней до заседания ЕСПЧ по делу Олиари и другие против Италии .
Тем не менее, ЕСПЧ установил, что, несмотря на эволюцию государств в пользу легализации однополых браков, нарушения статьи 12 (право на вступление в брак) не было выявлено. Таким образом Суд подтвердил свое предыдущее решение по делу Шальк и Копф против Австрии (2010).

## внешняя ссылка
- Решение суда